# Jiří Březina
Jiří Březina (* 6. dubna 1933 Praha), profesor geologie na University of Maryland Europe, je německý geolog českého původu, zaměřený na sedimentologii. Je autorem universální sedimentační rovnice nejen pro kulové, ale pro i nepravidelné částice specifikovaného tvaru. Rovnice spojuje souvisle oblasti Stokesova i Newtonova zákona. Od letního semestru v akademickém roce 2011/2012 přednáší na Přírodovědecké fakultě Univerzity Karlovy předmět Planetologie pro geology.

## Život
Jiří Březina po úspěšném dokončení studií na Universitě Karlově v oboru sedimentární petrografie a geochemie v roce 1955 pracoval 14 let na oddělení karpatského neogénu (v týmu Dr. Tibora Budaye) v Ústředním ústavu geologickém Praha od září 1955 do srpna 1968, kdy po nátlaku komunistické tajné bezpečnosti (StB) a okupaci Československa vojsky Varšavské smlouvy opustil vlast a odešel do tehdejšího Západního Německa, kde zastával pozice v různých oborech, včetně strojního inženýrství na Karlsruheské univerzitě (1968–1971) a geologie na Heidelberské univerzitě (1971–1972), než začal v roce 1973 vyučovat pro evropskou pobočku americké University of Maryland. Od letního semestru v akademickém roce 2011/2012 přednáší na Přírodovědecké fakultě Univerzity Karlovy předmět Planetologie pro geology. Patentoval váhu svého sedimentačního přístroje, který v praxi využívá jím definované sedimentační rovnice.

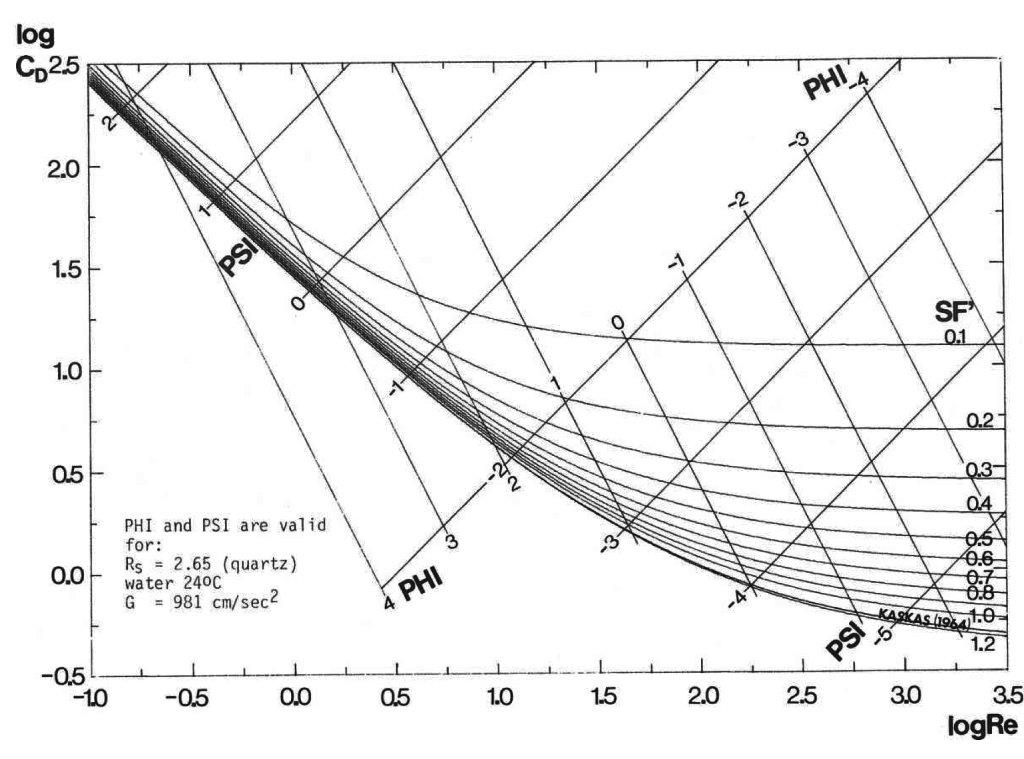
Universální sedimentační rovnice — odporový koeficient jako funkce Reynoldsova čísla a Coreyova tvarového faktoru, 2D-diagram

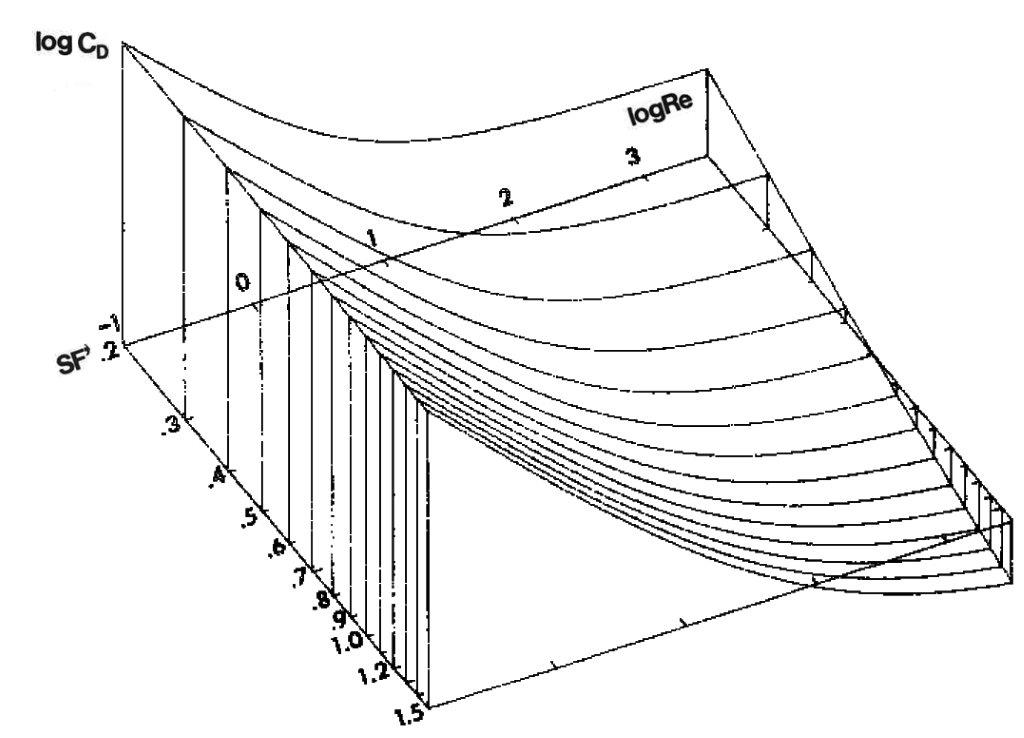
Universální sedimentační rovnice — odporový koeficient jako funkce Reynoldsova čísla a Coreyova tvarového faktoru, 3D-diagram

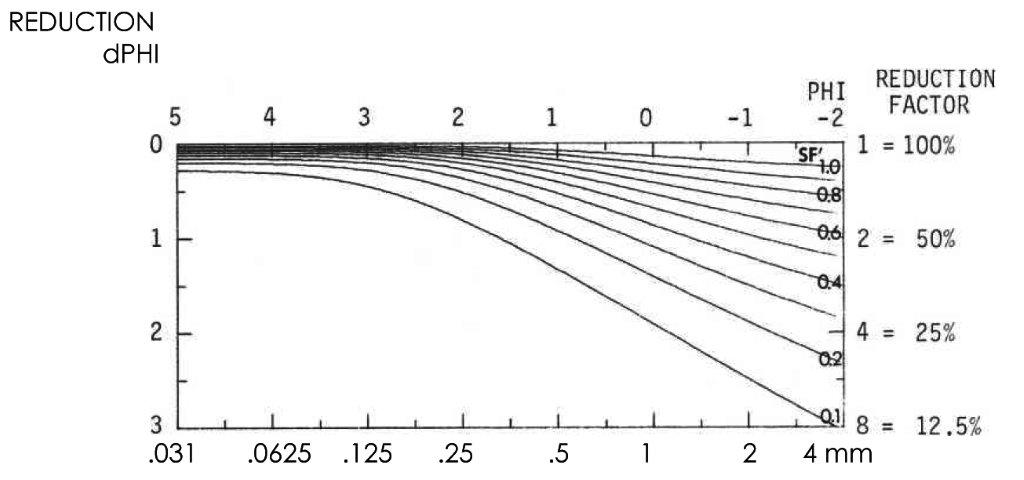
Zmenšení velikosti zrna počítané ze sedimentační rychlosti koule, ačkoliv zrno není kulové; 10 křivek je pro 10 hodnot SF‘, hydraulického Coreyova tvarového faktoru. Platí pro destilovanou vodu při 24 °C, gravitační zrychlení 981 cm/s² a hustotu částic 2,5 g/cm³

## Publikace
1. Brezina, Jiri, 1956a, Report on geological mapping of the SE part of the south Moravian Lowland in the year 1955; petrographic evaluation of some Neogene sediments in the north and north-east part of the Inner-Alpine Vienna basin; Geofond, Praha.
2. Brezina, Jiri, 1956b, Petrographic evaluation of some sediments of the Vah river valley Neogene; Geofond, Praha.
3. Brezina, Jiri, 1956c, Inner-Alpine Miocene in south-east Moravia and western Slovakia; study in sedimentary petrography, Faculty of Natural Sciences, Charles' University, Praha; Geofond, Praha.
4. Brezina, Jiri, Tibor Buday & Ivan Cicha, 1956d, Report on geologic investigations in the South Moravian Lowland in the year 1955; Geofond, Praha.
5. Brezina, Jiri, 1957a, Report on sediment-petrographic investigations in the inner-Carpathian Miocene 1956, Turiec basin; Geofond, Praha.
6. Brezina, Jiri, 1957b, Report on the petrography of Neogene sediments of the Turiec basin (in Czech); Reports on Geological Investigations in the year 1956, Central Geological Survey, Praha.
7. Brezina, Jiri & Tibor Buday, 1957, Rhyolitic tuffites in the Upper Helvetian and Sarmatian of the Moravian Lowland; Vestnik of the Central Geological Survey, Praha, vol. 32, No. 3/March.
8. Brezina, Jiri, 1958a, Partial report on petrographic investigations in the year 1957; sedimentary-petrographic investigation of the Inner-Carpathian Miocene, South-Moravian Lowland; Geofond,
9. Brezina, Jiri, 1969, Granulometer - a Woods Hole Rapid Sediment Analyzer directly writing grain size distribution curves: Jour. Sediment. Petrology, v. 39, No. 4/December.
10. Brezina, Jiri, 1971a, Settling methods for size analysis of sands: Abstracts of the 8th International Sedimentological Congress of the International Association of Sedimentology, University of Heidelberg, West Germany, 30 Aug. - 4 Sept. 1971.
11. Brezina, Jiri, 1971b, Investigations on an instrument for sedimentation analysis in the particle range above 60 µm: Report about research studies of the author at the Institute for Mechanical Engineering, University of Karlsruhe (1968 - 1971).
12. Brezina, Jiri, 1972a, Stratified sedimentation above the Stokes' range and its use for particle size analysis: in M. J. Groves & J. L. Wyatt-Sargent (editors), 2nd Particle Size Analysis Conference, University of Bradford (England), September 1970, paper 22, The Society of Analytical Chemistry, London.
13. Brezina, Jiri, 1972b, Leaf-spring precision balance (in German); German Patent Office (Deutsches Patentamt), No. 2251838, registered October 1972, effective 1974.
14. Brezina, Jiri, 1972c, Report about the thorium-protactinium method of dating marine sediments (development of chemical separation and chemical and physical quantitative determination of both elements) (in German); Laboratorium für Geochronologie, University of Heidelberg, March 1, 1971 - February 28, 1972;
15. Brezina, Jiri, 1978a, Computer-controlled grain size analysis of sand-sized materials, MacroGranometer (in German); Chemie-Technik (Heidelberg), February 1978.
16. Brezina, Jiri, 1978b, And another grain! Grain size analysis of sand sized solids (in German); Labo, September 1978.
17. Brezina, Jiri, 1978c, MacroGranometer Standard 1978, Operation Program Manual: GranoMetry, D-6903 Neckargemünd-3, W. Germany, 3rd edition, 10 November 1978 (unpublished manual).
18. Brezina, Jiri, 1979a, MacroGranometer 1979, parts; GranoMetry, D-6903 Neckargemünd-3, W. Germany (unpublished technical documentation).
19. Brezina, Jiri, 1979b, Particle size and settling rate distributions of sand-sized materials: 2nd European Symposium on Particle Characterisation (PARTEC), Nürnberg, West Germany.
20. Brezina, Jiri, 1980a, GranoMetry: for grain size analyses (in German), GIT Labortechnik (Darmstadt), February 1980.
21. Brezina, Jiri, 1980b, Sedimentological interpretation of errors in size analysis of sands; 1st European Meeting of the International Association of Sedimentologists, Ruhr University at Bochum, Federal Republic of Germany, March 1980.
22. Brezina, Jiri, 1980c, Size distribution of sand - sedimentological interpretation; 26th International Geological Congress, Paris, July 1980, Abstracts, vol. 2.
23. Brezina, Jiri, 1980d, Grain size analysis of sand-sized materials (in German); Labor-Praxis, Vogel-Verlag, D-8700 Würzburg 1, Federal Republic of Germany, vol. 3.
24. Brezina, Jiri, 1981, Contribution to Sand Texture Sedimentology; Coastal Research (Florida State Univ., Tallahassee), vol. 5, No. 10, March.
25. Brezina, Jiri, 1986, MacroGranometer, Operation Manual; unpublished manuscript issued by Granometry, Dr. J. Brezina, D-6903 Neckargemünd-3, West Germany, 16 December 1986.
26. Brezina, Jiri, 1989, Sand sedimentation analysis and separation - 25 years of research and development (in German); Deutsche Geologische Gesellschaft Nachrichten, vol. 41, No. 10/October.
27. Brezina, Jiri, 1990, Grain size analyses of sand-sized solids upon contract (in German)Kontrolle (Stuttgart), No. 5/May 1990.
28. Brezina, Jiri, 1992, Principles, Methods, and Application of Particle Size Analysis: review of the book by James P. Syvitski (Ed.); Basin Research, vol. 4/1992, No. 2/June.
29. Brezina, Jiri, 1993, Geology in the Czech Republic; Geotimes, August 1993.
30. Brezina, Jiri, 1996, SedVar™, version 6.2C, computer program for GRM data processing, enabling to convert PSI-laboratory distributions into those of any other sedimentational variable, such as PHI grain size specified by a grain shape, PSI-standard, PSI-local (to any physical terms, such as sea water salinity, temperature and local gravity acceleration), logarithmic Reynolds' number, logarithmic grain density, and logarithmic grain shape.
31. Brezina, Jiri, 2002: Grain Size and Grain Size Distribution (in German: Korngröße und Korngrößenverteilung), in: Wolfgang R. DACHROTH, 2002, Manual of Engineering Geology and Geotechnics (in German: Handbuch der Baugeologie und Geotechnik), Springer Verlag, Heidelberg, Germany, 3rd extended edition.